# Тодор Байкушев
Тодор Харалампиев Байкушев, роден 1920 г. в град Трън, починал 1988 г. в град София, е бивш футболист, полузащитник на Славия. Трикратен шампион на България през 1939, 1941 и 1943 г. Носител на купата на страната през 1943 г. Бронзов медалист през 1940 и 1942 г.